# 오준영 (1955년)
오준영(吳俊英, 1955년 7월 13일 ~ )은 대한민국의 가수, 작사가, 작곡가, 편곡가, 영화 음악감독이다.

## 생애
20세 시절이던 1974년에 가수이자 영화배우 겸 방송MC인 임성훈의 《시골길》이라는 곡을 써서 작사가와 작곡가로 데뷔하였고 1978년 《오준영 1집》을 발표하여 가수이자 싱어송라이터로 데뷔하였으며 1983년 영화 《사랑만들기》로 영화 음악감독 데뷔했고 1988년 김연숙의 《초연》(이호섭 작사)을 작곡하였고 한때는 템페스트의 《동그란 얼굴》, 《가을비》를 작곡하기도 하였다.

## 학력
- 명지대학교 행정학과 학사 졸업